# Horní Částkov
Horní Částkov (německy Ober-Schlossenreuth) je malá vesnice, část města Habartov v okrese Sokolov v Karlovarském kraji. Nachází se asi tři kilometry západně od Habartova. Je zde evidováno 41 adres. V roce 2011 zde trvale žilo 99 obyvatel.
Horní Částkov je také název katastrálního území o rozloze 3,43 km².

## Historie
První písemná zmínka o vesnici pochází z roku 1350.

## Obyvatelstvo
Při sčítání lidu v roce 1921 zde žilo 720 obyvatel, z toho 17 Čechoslováků, 700 Němců a tři cizinci. K římskokatolické církvi se hlásilo 717 obyvatel a tři k evangelické.
| Rok                                                        | 1869 | 1880 | 1890 | 1900 | 1910 | 1921 | 1930 | 1950 | 1961 | 1970 | 1980 | 1991 | 2001 | 2011 | 2021 |
| ---------------------------------------------------------- | ---- | ---- | ---- | ---- | ---- | ---- | ---- | ---- | ---- | ---- | ---- | ---- | ---- | ---- | ---- |
| Počet obyvatel                                             | 425  | 637  | 647  | 653  | 702  | 720  | 670  | 386  | 386  | 255  | 134  | 52   | 76   | 99   | 115  |
| Počet domů                                                 | 63   | 83   | 83   | 80   | 85   | 85   | 94   | 93   | -    | 51   | 42   | 30   | 29   | 36   | 46   |
| Počet domů z roku 1961 je zahrnut v přehledu vesnice Lítov |      |      |      |      |      |      |      |      |      |      |      |      |      |      |      |

## Obecní správa
Při sčítání lidu v letech 1850–1949 Horní Částkov byl osadou obce Částkov v okrese Cheb. V letech 1950–1976 byl osadou obce Lítov v okrese Sokolov. Od 1. dubna 1976 je částí města Habartov v okrese Sokolov.

## Galerie

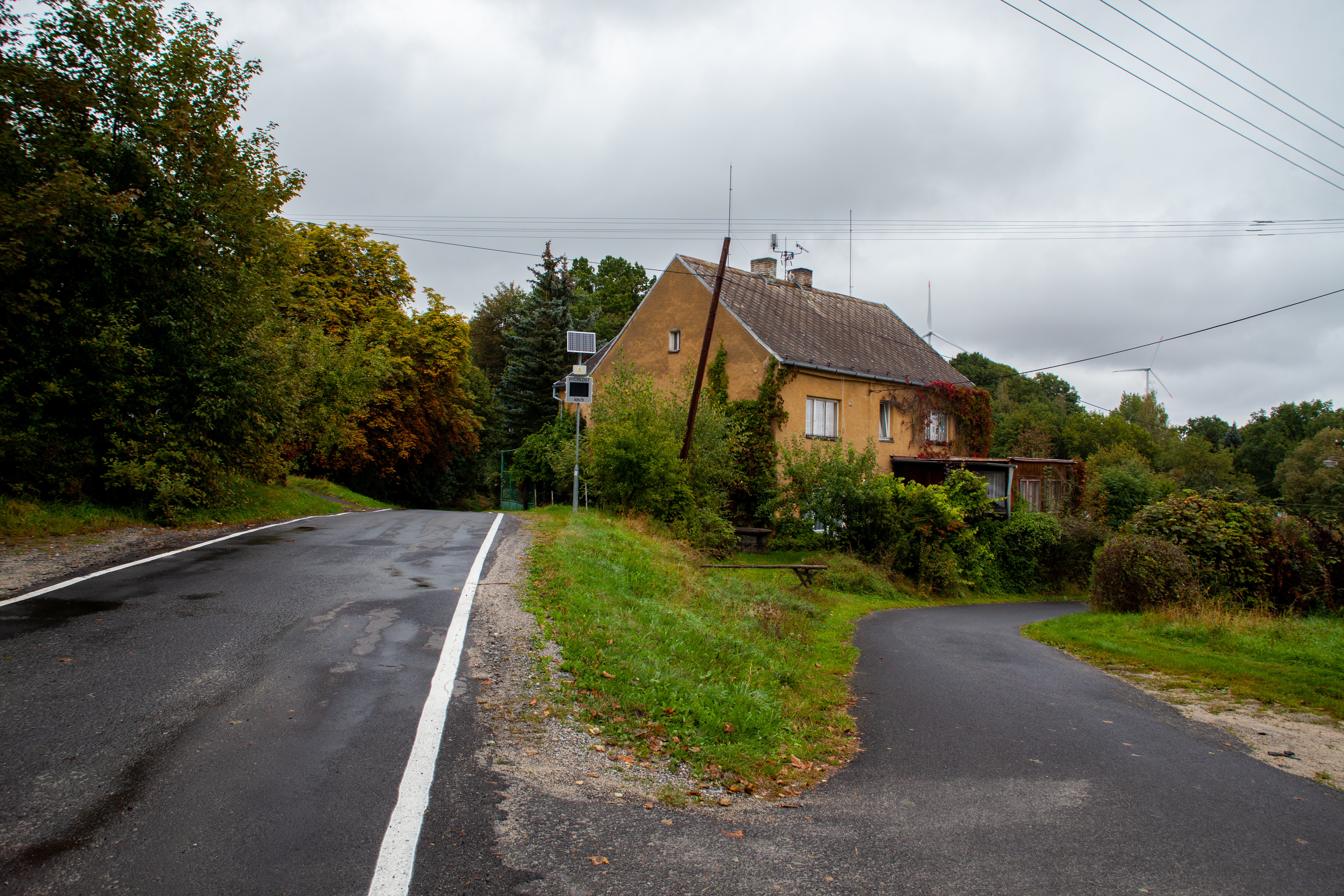
Silnice (2020)
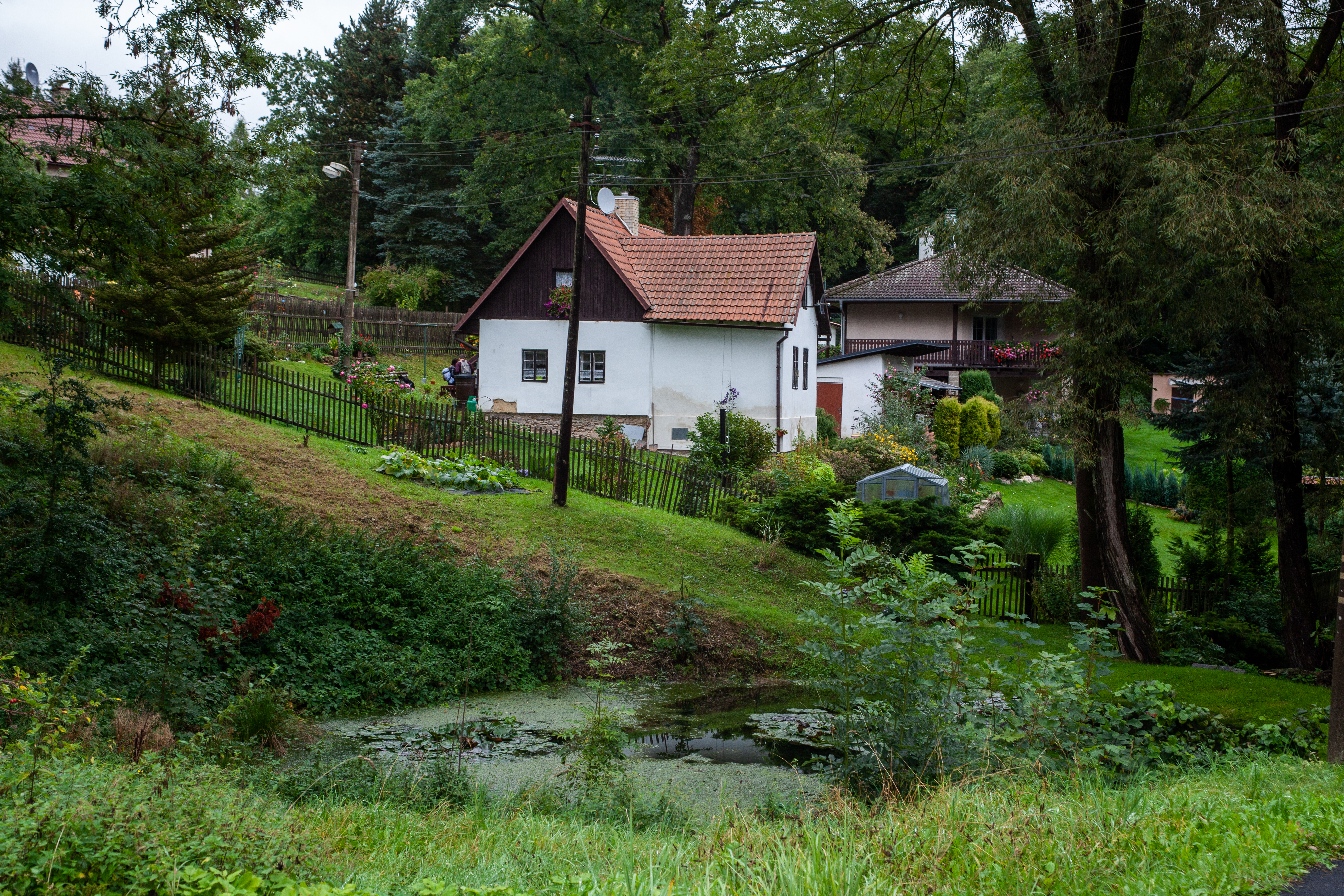
Dům (2020)
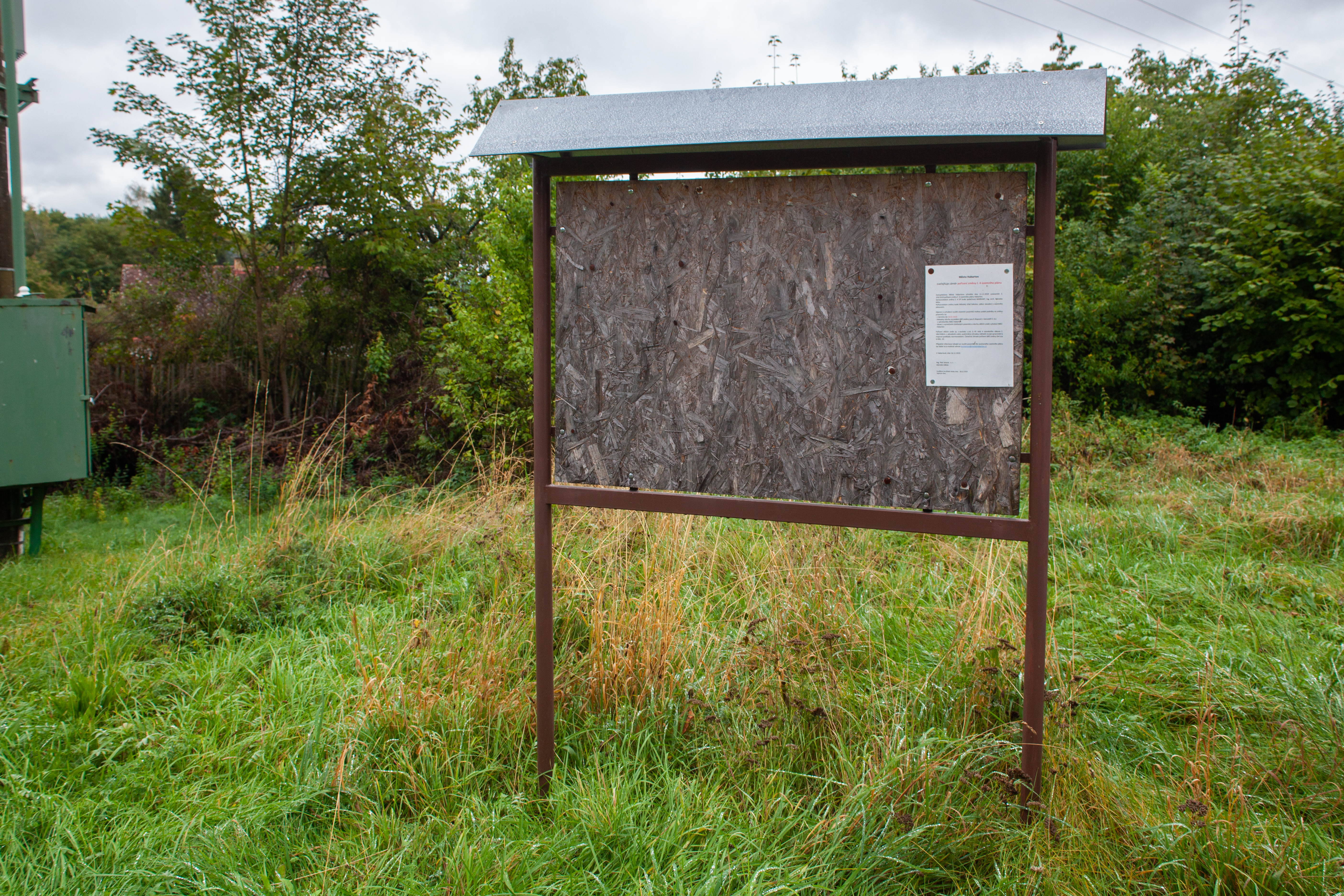
Vývěska (2020)
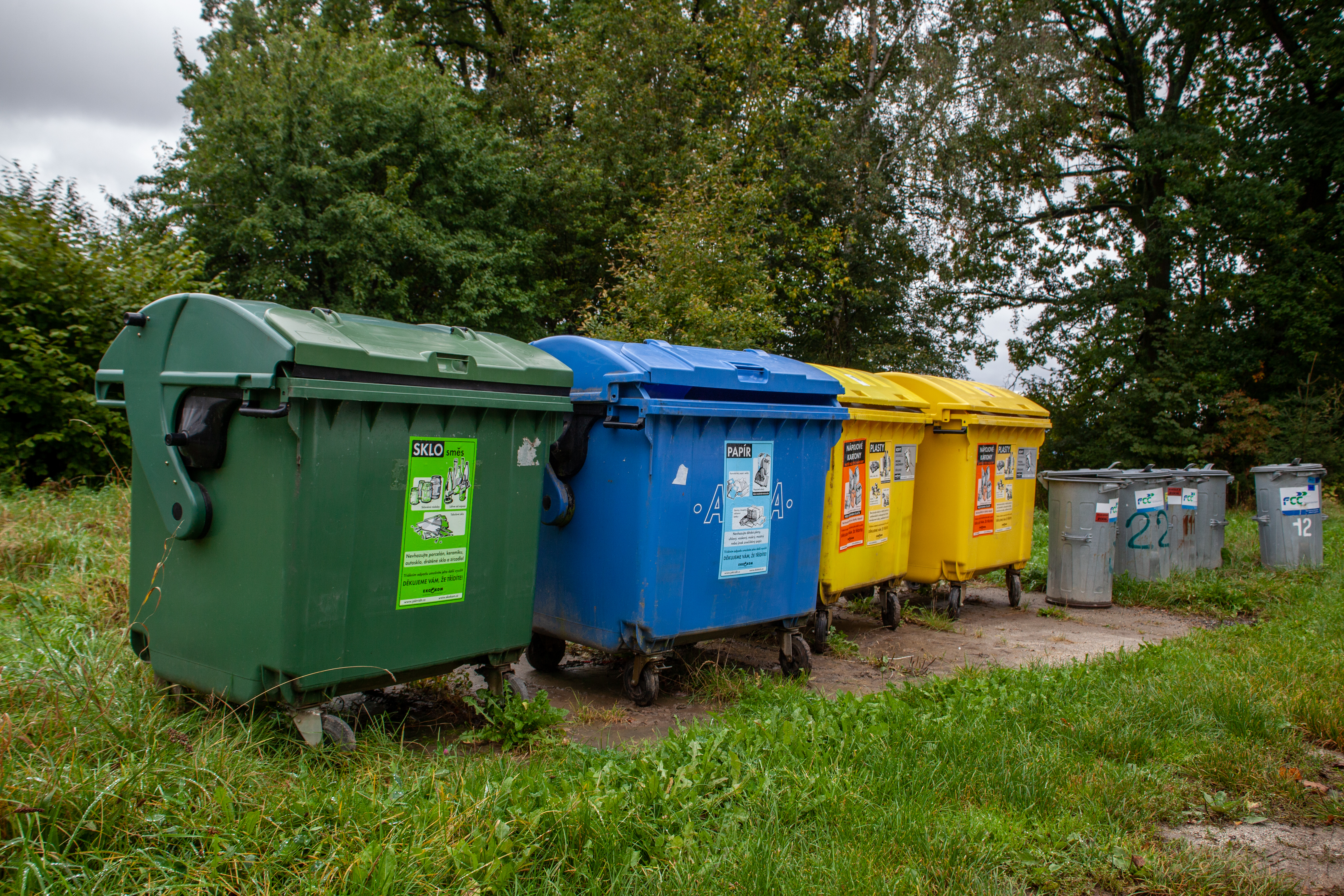
Kontejnery na tříděný odpad (2020)